# Ericoïden

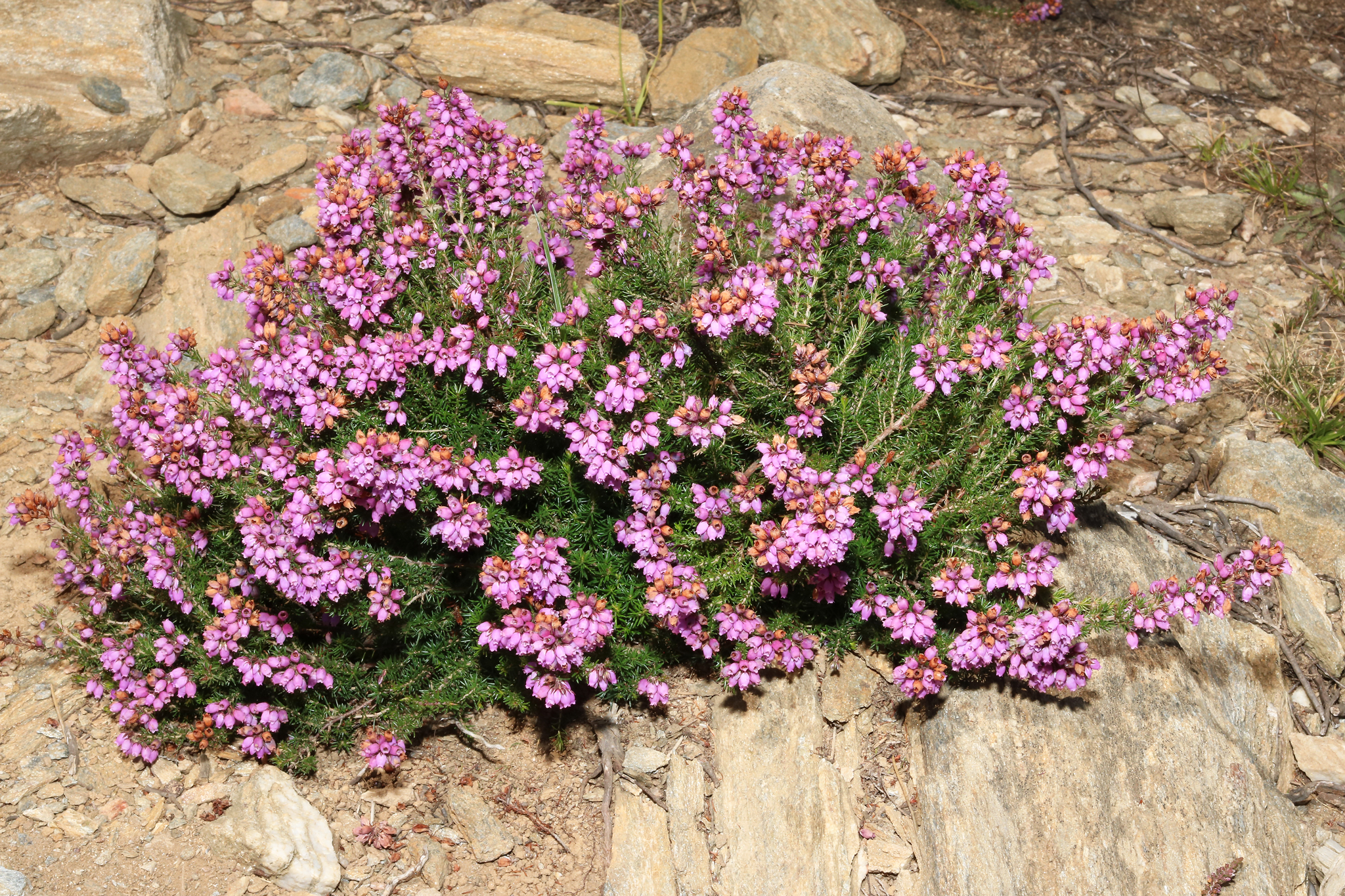
Rode dophei

In de beschrijvende plantkunde bedoelt men met ericoïden zowel een groeivormen- als levensvormengroep van dwergstruiken met korte internodiën en harde, vrij dikke bladeren die de slanke twijgen min of meer bedekken, zoals bij struikhei (Calluna vulgaris). Deze fysiologische aanpassingen maken de ericoïden veelal succesvol in oligotrofe tot meso-oligotrofe milieus. Ze worden vooral aangetroffen in heide, hoogveen, maquis, garrigue en sclerofylle rotsvegetatie.